# Secretário de Saúde e Serviços Humanos dos Estados Unidos
O Secretário de Saúde e Serviços Humanos dos Estados Unidos é o chefe do Departamento de Saúde e Serviços Humanos dos Estados Unidos e atua como o principal assessor do Presidente dos Estados Unidos em todas as questões de saúde. O secretário é membro do Gabinete dos Estados Unidos. Anteriormente denominado como Secretário de Saúde, Educação e Bem-Estar. Em 1980, o Departamento de Saúde, Educação e Bem-Estar foi renomeado para Departamento de Saúde e Serviços Humanos, e suas funções de educação e Administração de Serviços de Reabilitação foram transferidas para o novo Departamento de Educação dos Estados Unidos.
As indicações para o cargo de Secretário do HHS são encaminhadas ao Comitê de Saúde, Educação, Trabalho e Pensões e ao Comitê de Finanças do Senado dos Estados Unidos, que tem jurisdição sobre o Medicare e Medicaid,  antes que a confirmação seja considerada pelo Senado dos Estados Unidos.
Donald Trump escolheu o então congressista Tom Price para ser o 23º Secretário de Saúde e Serviços Humanos. Price foi confirmado pelo Senado dos Estados Unidos a 10 de fevereiro de 2017 e renunciou a 29 de setembro de 2017. Trump então nomeou Don J. Wright, Subsecretário Adjunto de Saúde e Diretor do Escritório de Prevenção de Doenças e Promoção da Saúde, como secretário interino até que o secretário adjunto Eric Hargan foi empossado a 10 de outubro de 2017.
A 13 de novembro de 2017, Trump nomeou o ex-executivo farmacêutico Alex Azar para ocupar o cargo permanentemente. A audiência de confirmação de Azar perante o Comitê de Finanças do Senado ocorreu a 9 de janeiro de 2018, e a 24 de janeiro de 2018, Azar foi confirmado pelo Senado dos Estados Unidos por uma votação de 55 a 43. Azar foi empossado a 29 de janeiro de 2018.

## Deveres
As funções do secretário giram em torno das condições e preocupações humanas nos Estados Unidos. Isso inclui aconselhar o presidente sobre questões de saúde, bem-estar e programas de segurança social. O secretário trabalha para administrar o Departamento de Saúde e Serviços Humanos.
O Departamento de Saúde, Educação e Bem-Estar (HEW) foi reorganizado no Departamento de Educação e Departamento de Saúde e Serviços Humanos (US DHHS).
O Departamento de Saúde e Serviços Humanos supervisiona 11 agências, incluindo a Food and Drug Administration (FDA), Centros de Controle de Doenças (CDC), National Institutes of Health (NIH), Administration for Children and Families (ACF) e Centers for Medicare & Medicaid Serviços] (CMS).

## Lista dos Secretários Saúde e Serviços Humanos
Partidos
      Sem partido
      Democrata
      Republicano
| Secretário de Saúde, Educação e Bem-Estar |                   |                         |                      |                         |                         |               |                      |
| Nº.                                       | Retrato           | Nome                    | Estado onde reside   | Inicio de mandato       | Fim de mandato          | Presidente(s) | Presidente(s)        |
| 1                                         |                   | Oveta Culp Hobby        | Texas                | 11 de abril de 1953     | 31 de julho 1955        |               | Dwight D. Eisenhower |
| 2                                         |                   | Marion B. Folsom        | New York             | 2 de agosto de 1955     | 31 de julho 1958        |               | Dwight D. Eisenhower |
| 3                                         |                   | Arthur S. Flemming      | Ohio                 | 1 de agosto de 1958     | 19 de janeiro de 1961   |               | Dwight D. Eisenhower |
| 4                                         |                   | Abraham A. Ribicoff     | Connecticut          | 21 de janeiro de 1961   | 31 de julho de 1962     |               | John F. Kennedy      |
| 5                                         |                   | Anthony J. Celebrezze   | Ohio                 | 31 de julho de 1962     | 17 de agosto de 1965    |               | John F. Kennedy      |
| 5                                         | Lyndon B. Johnson |                         | Ohio                 | 31 de julho de 1962     | 17 de agosto de 1965    |               |                      |
| 6                                         |                   | John W. Gardner         | California           | 18 de agosto de 1965    | 1 de março de 1968      |               |                      |
| 7                                         |                   | Wilbur J. Cohen         | Michigan             | 16 de maio de 1968      | 20 de janeiro de 1969   |               |                      |
| 8                                         |                   | Robert H. Finch         | California           | 21 de janeiro de 1969   | 23 de junho de 1970     |               | Richard Nixon        |
| 9                                         |                   | Elliot L. Richardson    | Massachusetts        | 24 de junho de 1970     | 29 de janeiro de 1973   |               | Richard Nixon        |
| 10                                        |                   | Caspar Weinberger       | California           | 12 de fevereiro de 1973 | 8 de agosto de 1975     |               | Richard Nixon        |
| 10                                        | Gerald Ford       | Caspar Weinberger       | California           | 12 de fevereiro de 1973 | 8 de agosto de 1975     |               |                      |
| 11                                        |                   | F. David Mathews        | Alabama              | 8 de agosto de 1975     | 20 de janeiro de 1977   |               |                      |
| 12                                        |                   | Joseph A. Califano Jr.  | District of Columbia | 25 de janeiro de 1977   | 3 de agosto de 1979     |               | Jimmy Carter         |
| 13                                        |                   | Patricia Roberts Harris | District of Columbia | 3 de agosto de 1979     | 4 de maio de 1980       |               | Jimmy Carter         |
| Secretário de Saúde e Serviços Humanos    |                   |                         |                      |                         |                         |               |                      |
| No.                                       | Portrait          | Name                    | State of residence   | Took office             | Left office             | President(s)  | President(s)         |
| 13                                        |                   | Patricia Roberts Harris | District of Columbia | 4 de maio de 1980       | 20 de janeiro de 1981   |               | Jimmy Carter         |
| 14                                        |                   | Richard S. Schweiker    | Pennsylvania         | 22 de janeiro de 1981   | 3 de fevereiro de 1983  |               | Ronald Reagan        |
| –                                         |                   | Speedy Long             | Louisiana            | 3 de fevereiro de 1983  | 9 de março de 1983      |               | Ronald Reagan        |
| 15                                        |                   | Margaret M. Heckler     | Massachusetts        | 9 de março de 1983      | 13 de dezembro de 1985  |               | Ronald Reagan        |
| 16                                        |                   | Otis R. Bowen           | Indiana              | 13 de dezembro de 1985  | 1 de março de 1989      |               | Ronald Reagan        |
| 17                                        |                   | Louis Wade Sullivan     | Georgia              | 1 de março 1989         | 20 de janeiro 1993      |               | George H. W. Bush    |
| 18                                        |                   | Donna Shalala           | Wisconsin            | 22 de janeiro de 1993   | 20 de janeiro de 2001   |               | Bill Clinton         |
| 19                                        |                   | Tommy G. Thompson       | Wisconsin            | 2 de fevereiro de 2001  | 26 de janeiro de 2005   |               | George W. Bush       |
| 20                                        |                   | Michael O. Leavitt      | Utah                 | 26 de janeiro de 2005   | 20 de janeiro de 2009   |               | George W. Bush       |
| –                                         |                   | Charles E. Johnson      | Utah                 | 20 de janeiro de 2009   | 28 de abril de 2009     |               | Barack Obama         |
| 21                                        |                   | Kathleen Sebelius       | Kansas               | 28 de abril de 2009     | 9 de junho de 2014      |               | Barack Obama         |
| 22                                        |                   | Sylvia Mathews Burwell  | District of Columbia | 9 de junho de 2014      | 20 de janeiro de 2017   |               | Barack Obama         |
| –                                         |                   | Norris Cochran          | Florida              | 20 de janeiro de 2017   | 10 de fevereiro de 2017 |               | Donald Trump         |
| 23                                        |                   | Tom Price               | Georgia              | 10 de fevereiro de 2017 | 29 de setembro de 2017  |               | Donald Trump         |
| –                                         |                   | Don J. Wright           | Virginia             | 29 de setembro de 2017  | 10 de outubro de 2017   |               | Donald Trump         |
| –                                         |                   | Eric Hargan             | Illinois             | 10 de outubro de 2017   | 29 de janeiro de 2018   |               | Donald Trump         |
| 24                                        |                   | Alex Azar               | Indiana              | 29 de janeiro de 2018   | 20 de janeiro de 2021   |               | Donald Trump         |
| –                                         |                   | Norris Cochran          | Florida              | 20 de janeiro de 2021   | 19 de março de 2021     |               | Joe Biden            |
| 25                                        |                   | Xavier Becerra          | Califórnia           | 19 de março de 2021     | 20 de janeiro de 2025   |               | Joe Biden            |
| –                                         |                   | Dorothy Fink            | Pensilvânia          | 20 de janeiro de 2025   | 13 de fevereiro de 2025 |               | Donald Trump         |
| 26                                        |                   | Robert F. Kennedy Jr.   | Washington, D.C.     | 13 de fevereiro de 2025 | Presente                |               | Donald Trump         |